# Fandl Ferenc
Fandl Ferenc (Esztergom, 1973. április 25. –) magyar színész.

## Életpályája
A helyi Hell József Károly Szakközépiskolában érettségizett. 1992–1995 között a zalaegerszegi Hevesi Sándor Színház stúdiójában tanult. 1995–1998 között a kecskeméti Katona József Színház tagja volt. 1998-tól a Miskolci Nemzeti Színház színésze. A Miskolci Egyetem pedagógia szakán tanult.

## Filmes és televíziós szerepei
- A miskolci boniésklájd (2004)
- Külön falka (2021)
- Blokád (2022) ...Palotás János

## Díjai, elismerései
- Déryné-díj (2008)